# Ulf Tostesson
Ulf Tostesson (fl. X secolo) fu jarl e figlio di Skogul Toste. Era anche fratello di Sigrid la Superba. Suo figlio, jarl Ragnvald Ulfsson, fu padre di Stenkil, che in seguito diventerà re di Svezia quando la vecchia dinastia di Munsö si estinse.